# MTV Video Music Awards 1993
Die Verleihung der MTV Video Music Awards 1993 fand am 2. September 1993 statt. Verliehen wurde der Preis an Videos, die vom 16. Juni 1992 bis zum 15. Juni 1993 ihre Premiere hatten. Die Verleihung fand im Gibson Amphitheatre, Universal City, Kalifornien statt. Moderator war Christian Slater.
Gewinner des Abends war Pearl Jam, deren Video zu Jeremy vier Moonmen erhielt, darunter den Preis für das Video des Jahres. Dicht darauf folgte En Vogue mit drei Awards, die außerdem mit acht Nominierungen die Nominierungsliste anführten sowie Madonna und Peter Gabriel mit zwei Awards. Den Viewer's Choice Award gewannen Aerosmith mit Livin’ on the Edge.
Der größte Aufreger war die Moderation der Drag-Queen RuPaul zusammen mit Milton Berle. Davor hatte Berle RuPaul befummelt, so dass die Drag Queen ihn auf der Bühne mit dem Zitat „So you used to wear gowns, but now you're wearing diapers.“ („Früher hast du Kleider getragen, heute trägst du Windeln.“) vorführte.

## Nominierte und Gewinner
Die jeweils fett markierten Künstler zeigen den Gewinner der Kategorie an.

### Video of the Year
Pearl Jam – Jeremy
- Aerosmith – Livin’ on the Edge
- En Vogue – Free Your Mind
- Peter Gabriel – Digging in the Dirt
- R.E.M. – Man on the Moon

### Best Male Video
Lenny Kravitz – Are You Gonna Go My Way
- Peter Gabriel – Steam
- George Michael – Killer/Papa Was a Rollin’ Stone
- Sting – If I Ever Lose My Faith in You

### Best Female Video
k.d. lang – Constant Craving
- Neneh Cherry – Buddy X
- Janet Jackson – That's the Way Love Goes
- Annie Lennox – Walking on Broken Glass

### Best Group Video
Pearl Jam – Jeremy
- Depeche Mode – I Feel You
- En Vogue – Free Your Mind
- R.E.M. – Man on the Moon

### Best New Artist in a Video
Stone Temple Pilots – Plush
- Tasmin Archer – Sleeping Satellite
- Belly – Feed the Tree
- Porno for Pyros – Pets

### Best Metal/Hard Rock Video
Pearl Jam – Jeremy
- Aerosmith – Livin’ on the Edge
- Helmet – Unsung
- Nine Inch Nails – Wish

### Best R&B Video
En Vogue – Free Your Mind
- Mary J. Blige – Real Love
- Boyz II Men – End of the Road
- Prince and The New Power Generation – 7

### Best Rap Video
Arrested Development – People Everyday
- Digable Planets – Rebirth of Slick (Cool Like Dat)
- Dr. Dre – Nuthin’ but a ‘G’ Thang
- Naughty by Nature – Hip Hop Hooray

### Best Dance Video
En Vogue – Free Your Mind
- Janet Jackson – That’s the Way Love Goes
- RuPaul – Supermodel
- Stereo MCs – Connected

### Best Alternative Video
Nirvana – In Bloom
- 4 Non Blondes – What's Up?
- Belly – Feed the Tree
- Porno for Pyros – Pets
- Stone Temple Pilots – Plush

### Best Video From a Film
Alice in Chains – Would? (aus Singles – Gemeinsam einsam)
- Arrested Development – Revolution (aus Malcolm X)
- Boy George – The Crying Game (faus The Crying Game)
- Paul Westerberg – Dyslexic Heart  (aus Singles – Gemeinsam einsam)

### Breakthrough Video
Los Lobos – Kiko and the Lavender Moon
- Aerosmith – Livin' on the Edge
- Terence Trent D’Arby – She Kissed Me
- Green Jellÿ – Three Little Pigs
- George Michael – Killer/Papa Was a Rollin’ Stone
- Porno for Pyros – Pets

### Best Direction in a Video
Pearl Jam – Jeremy (Regier: Mark Pellington)
- En Vogue – Free Your Mind (Regie: Mark Romanek)
- Los Lobos – Kiko and the Lavender Moon (Regie: Ondrej Rudavsky)
- R.E.M. – Man on the Moon (Regie: Peter Care)

### Best Choreography in a Video
En Vogue – Free Your Mind (Choreografen: Frank Gatson, LaVelle Smith Jnr und Travis Payne)
- Mary J. Blige – Real Love (Choreografin: Leslie Segar)
- Janet Jackson – That's the Way Love Goes (Choreografin: Tina Landon)
- Michael Jackson – Jam (Choreografr: Barry Lather)

### Best Special Effects in a Video
Peter Gabriel – Steam (Special Effects: Real World Productions and (Colossal) Pictures)
- Aerosmith – Livin' on the Edge (Special Effects: Cream Cheese Productions)
- Terence Trent D’Arby – She Kissed Me (Special Effects: Michel Gondry)
- Billy Idol – Shock to the System (Special Effects: Stan Winston)

### Best Art Direction in a Video
Madonna – Rain (Art Director: Jan Peter Flack)
- Aerosmith – Livin’ on the Edge (Art Director: Vance Lorenzini)
- Faith No More – A Small Victory (Art Director: Tyler Smith)
- Lenny Kravitz – Are You Gonna Go My Way (Art Director: Nigel Phelps)
- k.d. lang – Constant Craving (Art Director: Tom Foden)
- R.E.M. – Man on the Moon (Art Director: Jan Peter Flack)
- Sting – If I Ever Lose My Faith in You (Art Director: Mike Grant)

### Best Editing in a Video
Peter Gabriel – Steam (Schnitt: Douglas Jines)
- Tasmin Archer – Sleeping Satellite (Schnitt: Jeff Panzer, Doug Kluthe und Evan Stone)
- Billy Idol – Shock to the System (Schnitt Jim Gable)
- R.E.M. – Man on the Moon (Schnitt: Robert Duffy)

### Best Cinematography in a Video
Madonna – Rain (Kamera: Harris Savides)
- Duran Duran – Ordinary World (Kamera: Martin Coppen)
- En Vogue – Free Your Mind (Kamera: Thomas Kloss)
- k.d. lang – Constant Craving (Kamera: Marc Reshovsky)
- Sting – If I Ever Lose My Faith in You (Kamera: Ivan Bartos)

### Viewer’s Choice
Aerosmith – Livin’ on the Edge
- En Vogue – Free Your Mind
- Peter Gabriel – Digging in the Dirt
- Pearl Jam – Jeremy
- R.E.M. – Man on the Moon

### International Viewer's Choice Awards

#### MTV Asia
Indus Creed – Pretty Child
- Beyond – The Great Wall
- Jerry Huang – The Love March
- Mai – Sia-Jai-Dai-Yin-Mai
- Tang Dynasty – A Dream Return to Tang Dynasty

#### MTV Brasil
Titãs – Será Que É Isso o Que Eu Necessito?
- Deborah Blando – Decadence Avec Elegance
- Capital Inicial – Kamikase
- Engenheiros do Hawaii – Parabólica
- Nenhum de Nós – Jornais

#### MTV Europe
George Michael – Killer/Papa Was a Rollin’ Stone
- The Beloved – Sweet Harmony
- Björk – Human Behaviour
- Peter Gabriel – Digging in the Dirt
- Shakespears Sister – Hello

#### MTV Internacional
Luis Miguel – América, América
- Café Tacuba – María
- Juan Luis Guerra y 440 – El Costo de la Vida
- Mecano – Una Rosa Es una Rosa

## Liveauftritte
- Madonna – Bye Bye Baby
- Lenny Kravitz (with John Paul Jones) – Are You Gonna Go My Way
- Sting – If I Ever Lose My Faith in You
- Soul Asylum, Peter Buck und Victoria Williams – Runaway Train
- Aerosmith – Livin' on the Edge
- Naughty by Nature – Hip Hop Hooray
- R.E.M. – Everybody Hurts/Drive
- Spin Doctors – Two Princes
- Pearl Jam – Animal/Rockin’ in the Free World (mit Neil Young)
- The Edge – Numb
- Janet Jackson – That's the Way Love Goes/If

## Auftritte
- Michael Richards – präsentierte Best Alternative Video
- Dr. Dre, Snoop Doggy Dogg und George Clinton – präsentierten Best R&B Video
- Kennedy und John Norris –  traten in Videos zum Viewer's Choice Award auf
- Peter Gabriel und Natalie Merchant – präsentierten Best Group Video
- Lyle Lovett und Arrested Development – präsentierten Best New Artist in a Video
- Dan Cortese, Bill Bellamy und Steven Tyler – traten in Videos zum Viewer's Choice Award auf
- Shaquille O’Neal und Cindy Crawford – präsentierten Best Dance Video
- Martin Lawrence – präsentierte Best Rap Video
- Beavis and Butt-head – präsentierten Best Metal/Hard Rock Video
- John Walsh –  trat in Videos zum Viewer's Choice Award auf
- VJs Sophiya Haque (Asia), Simone Angel (Europe), Daisy Fuentes (Internacional) und Gastão Moreira (Brasil) – präsentierten die internationalen Viewer’s Choice Awards
- Milton Berle und RuPaul – präsentierten Viewer's Choice
- Sharon Stone – präsentierte Best Direction in a Video
- Whoopi Goldberg – kündigte The Edge an
- Keanu Reeves – präsentierte Best Female Video und Best Male Video
- Tony Bennett und the Red Hot Chili Peppers (Anthony Kiedis and Flea) – präsentierten Video of the Year
- Heather DeLoach (als Bee Girl aus Blind Melons Video zu No Rain) – tanzte zum Abschluss